# Bosque estepario de los montes Zagros
El bosque estepario de los montes Zagros es una ecorregión de la ecozona paleártica, definida por WWF, que se extiende por los montes Zagros.

## Descripción
Es una ecorregión de bosque templado de frondosas que ocupa 397.800 kilómetros cuadrados en los montes Zagros, desde la frontera entre Turquía, Irak e Irán hasta el centro-sur de este último país.

## Flora
La vegetación dominante consiste en robledales caducifolios y bosques de alfóncigos y almendros, además de una flora esteparia muy diversa.

## Fauna
La fauna es muy variada: están presentes el oso pardo (Ursus arctos), el lobo (Canis lupus), el leopardo (Panthera pardus), diversas especies de águila, así como el gamo persa (Dama mesopotamica), en peligro de extinción.

## Estado de conservación
En peligro crítico.